# Chronicles of Chaos
Chronicles of Chaos är ett samlingsalbum med det amerikanska death metal-bandet Sadus, utgivet 1997 av skivbolaget Mascot Records. Albumet innehåller låtar från bandets tre första studioalbum.

## Låtlista
1. "Certain Death" –  4:14
2. "Undead" –  4:03
3. "Sadus Attack" –  1:44
4. "Torture" –  2:24
5. "Hands of Fate" –  3:55
6. "Illusions" –  3:48
7. "Man Infestation" –  4:06
8. "Good Rid'nz" –  4:33
9. "Powers of Hate" –  3:40
10. "Arise" –  6:18
11. "Oracle of Obmission" –  3:50
12. "Through the Eyes of Greed" –  4:16
13. "Valley of Dry Bones" –  2:22
14. "Slave to Misery" –  4:01
15. "Facelift" –  7:00
16. "Deceptive Perceptions" –  3:35
17. "Echoes of Forever" –  6:00

Spår 1–6 är från Illusions, spår 7–11 är från Swallowed in Black och spår 12–17 är från A Vision of Misery.

## Medverkande
Musiker (Sadus-medlemmar)
- Darren Travis – sång, gitarr
- Rob Moore – gitarr
- Steve DiGiorgio – basgitarr
- Jon Allen – trummor

Produktion
- John Marshall – producent, ljudtekniker, ljudmix
- Michael Rosen – producent, ljudtekniker, ljudmix
- Bill Metoyer – producent, ljudtekniker, ljudmix
- Eddy Schreyer – mastering
- Tom Coyne – mastering